# Burg Andělská Hora
Die Ruine Burg Andělská Hora (deutsch Engelsburg) befindet sich in Andělská Hora (Engelhaus) im Okres Karlovy Vary in Tschechien. Sie liegt südöstlich von Karlsbad.

## Geschichte
Die Engelsburg wurde gegen Ende des 14. Jahrhunderts von den Herren von Riesenburg errichtet, die u. a. auch Burg und Herrschaft Petschau besaßen. Ihre erste schriftliche Erwähnung stammt aus dem Jahr 1402, als sie im Besitz des Boresch/Borso von Riesenburg (Boreš z Oseka) war. 1406 gelangte sie an Ulrich Zajíc von Hasenburg (Oldřich Zajíc z Házmburka), nach dessen Tod spätestens 1414 an die Böhmische Kammer. 1430 wurde die Burg vom Hussitenhauptmann Jakob von Wrzessowitz eingenommen, der von hier aus Eroberungszüge nach Elbogen, Eger und nach Bayern unternahm. Ab 1434 war die baufällige Burganlage an den kaiserlichen Kanzler Kaspar Schlick verpfändet, der ihre Instandsetzung veranlasste.
1461 verpfändete König Georg von Podiebrad die Burg an Zbynko Zajíc von Hasenburg (Zbyněk Zajíc z Házmburka), 1463 an den königlichen Kämmerer Johann von Steinbach. 1467 wurde sie von Heinrich II. von Plauen erobert, der sich dort nur ein Jahr lang behaupten konnte. 1480 gelang es Heinrich III. von Plauen, die Engelsburg erneut zu besetzen. Er baute die Burg zur zeitweiligen Residenz der Burggrafen von Plauen aus.
Anfang August 1532 zog Heinrich IV. mit seiner jungen Gemahlin Margarethe von Salm-Neuburg auf die Engelsburg. Seine Mutter Barbara begleitete das junge Paar. Heinrich sicherte ihr in einer Urkunde vom 10. August 1532 zu, falls es ihr auf der Engelsburg nicht gefallen sollte, könne sie nach Neuhartenstein, Theusing oder anderswohin gehen. War Neuhartenstein 1532 noch eine eigene Herrschaft, so vereinigte Heinrich kurz nach seinem Umzug die beiden Herrschaften zur Herrschaft Engelsburg-Neuhartenstein, wie aus einem Zins- und Einkommensregister von 1537/38 hervorgeht.
1567 war die Burg in Besitz des Niklas Lobkowitz von Hassenstein. Nach der Schlacht am Weißen Berg wurde sie 1621 vom Kaiser konfisziert und dem Grafen Hermann Czernin von Chudenitz übergeben. Im Dreißigjährigen Krieg wurde die Burg 1635 von den Schweden eingenommen. Danach war sie nicht mehr regelmäßig bewohnt. Nach einem Feuer 1718 wurde sie nicht wieder aufgebaut. Eigentümer der Ruine ist die Gemeinde Andělská Hora.